# 石阡温泉群
石阡温泉群（せきせんおんせんぐん、中国語:石阡温泉群 拼音: Shíqiān wēnquánqún）は、中国貴州省石阡県にある温泉群。貴州省の最も古くて代表的な温泉として、2009年12月28日に中国国務院で中国国家級風景名勝区に登録された。別名、城南温泉。

## 概要
歴史は明朝以前の時代に発見されて、現在石阡県の県庁所在地「湯山鎮」の名に由来するという。1606年（明朝万暦四十三年）、當時石阡府の知府江大鯤によって温泉掘削や着替え場所の建築などが行われた。
清代、何度も整備された後は貴州の唯一の名湯になった。1816年（嘉慶二十一年）、当時の知府何均が「我が府の温泉は黔省のただ一つのものだ。荒廃に落ちたので、募金で立て直した…」という文字を温泉側の石碑に彫りつけた。

## 泉質
泉温45℃。中性硫酸塩泉と炭酸泉。ラドンをはじめ、ケイ酸、硫黄、ストロンチウム等成分を含む。飲用も可能。

## アクセス
- 銅仁駅から石阡行のバスに乗車。